# Подвелка
Подвелка (словен. Podvelka) — поселення в общині Подвелка, Регіон Корошка, Словенія. Висота над рівнем моря: 350,6 м.